# 安史の乱
安史の乱（あんしのらん）、ないし安禄山の乱（あんろくざんのらん）は、755年から763年にかけて、唐の節度使の安禄山とその部下の史思明、およびその息子たちによって引き起こされた大規模な反乱。
安禄山・史思明両者の姓をとって、「安史の乱」と呼称される。

## 背景
安禄山は西域のサマルカンド出身で、ソグド人と突厥の混血でもあった。貿易関係の業務で唐王朝に仕えて頭角を現し、宰相の李林甫に近付き、玄宗から信任され、さらに玄宗の寵妃の楊貴妃に取り入ることで、范陽をはじめとする北方の辺境地域（現在の河北省と北京市周辺）の三つの節度使を兼任するにいたった。
史思明は安禄山とは同郷で、同様に貿易関係の仕事で頭角を現し、安禄山の補佐役として彼に仕えるようになったといわれる。

## 挙兵

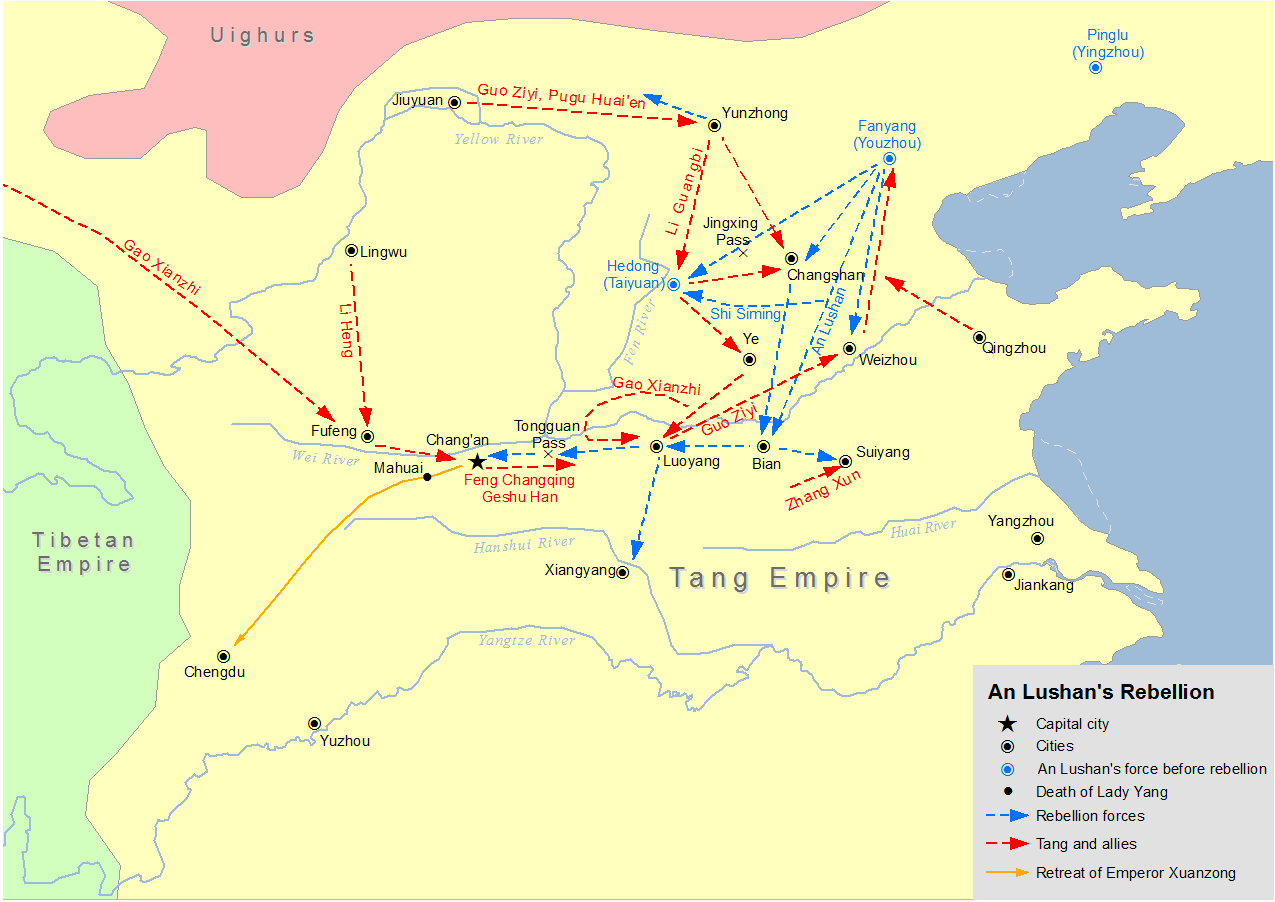
青の矢印が反乱軍の進路、赤が唐軍

李林甫の死後、宰相となった楊国忠（楊貴妃の又従兄）との対立が深刻化しついにその身に危険が迫ると、安禄山は755年11月に挙兵した。

### 安禄山軍の構成
盟友である史思明、参謀の次男の安慶緒、漢人官僚の厳荘や高尚、突厥王族出身の蕃将の阿史那承慶、契丹人の孫孝哲らが参画した。
当時、安禄山は唐の国軍の内のかなりの割合の兵力を玄宗から委ねられていた。親衛隊8000騎、蕃漢10万〜15万の軍団で構成された。

### 洛陽陥落と燕国建国の宣言
唐政府軍は平和に慣れきっていたことから、全く役に立たず、安禄山軍は挙兵からわずか1カ月で、唐の副都というべき洛陽を陥落させた。
756年正月、安禄山は大燕聖武皇帝（聖武皇帝）を名乗り燕国の建国を宣言する。

### 唐軍の状況
唐軍は洛陽から潼関まで退いたが、司令官封常清は敗戦の罪で、高仙芝は退却と着服（これは冤罪であった）の罪で処刑された。新たに哥舒翰が兵馬元帥に任じられ、潼関に赴任した。哥舒翰は病気をもって固辞しようとしたが玄宗に拒絶されたと伝えられる。
哥舒翰は御史中丞の田良丘に指揮をゆだねたが統率がとれず、また騎兵を率いる王思礼と歩兵を率いる李承光が対立しており、軍の統制は低かった。

### 雍丘の戦い
しかし、756年春に行われた雍丘の戦いにおいて安禄山側の反乱軍は唐の正規軍に敗れ、計画が一時破綻してしまう。安禄山の配下の武将の令狐潮率いる反乱軍は唐の軍人の張巡率いる正規軍に比べ圧倒的な兵力を擁していたにもかかわらず、雍丘・睢陽を獲得することができず、唐が勢力を回復するまでに燕国が中国南部を征服することができなくなってしまった。結局、燕国は757年に睢陽の戦いにて唐軍を打ち破るまで睢陽地区を制圧することは出来なかった。

### 燕の長安制圧と唐の敗走
唐は756年6月、蕃将の哥舒翰に命じ潼関から東に出撃させたが、哥舒翰は安禄山軍に敗北する。
パニックに陥った唐朝廷は、楊国忠の進言により、756年6月13日、宮廷を脱出する。玄宗は蜀へと敗走する。その途上の馬嵬（現在の陝西省咸陽市興平市）で護衛の兵が反乱を起こし、楊国忠は安禄山の挙兵を招いた責任者として断罪されたあげく、息子の楊暄・楊昢・楊暁・楊晞兄弟と共に兵士に殺害された。その上に兵らは、皇帝を惑わせた楊貴妃もまた楊国忠と同罪であるとしてその殺害を要求し、やむなく玄宗の意を受けた高力士によって楊貴妃は絞殺された。これは馬嵬駅の悲劇といわれる。失意の中、玄宗は退位した。皇太子の李亨が霊武で粛宗として即位し、反乱鎮圧の指揮を執ることとなる。

### 唐よりウイグル帝国への援軍要請
756年9月、粛宗は、ウイグル帝国に援軍を求めるため、モンゴリアに使者として敦煌王李承寀と、テュルク系の九姓鉄勒僕固部出身の僕固懐恩、ソグド系蕃将の石定蕃らを派遣する。10月に、オルド・バリクの会見でウイグル帝国第二代ハーンの葛勒可汗は要請に応じる。
756年11月から12月にかけて、安禄山軍の蕃将の阿史那承慶は自身が突厥王族出身でもあったことから、突厥・トンラ（同羅）・僕骨軍の5000騎を率いて、長安から北へ進軍し、粛宗のいた霊武を襲撃する。
葛勒可汗率いるウイグル軍と唐の郭子儀軍は合流し、阿史那承慶軍を撃破する。
756年、アッバース朝のカリフであるマンスールは、唐を支援するために4000人のアラブ兵を派遣した。彼らは戦後中国に駐留した。

### 安禄山の暗殺
一方、長安を奪った安禄山であるが、間もなく病に倒れ失明し、次第に凶暴化。さらに、皇太子として立てた息子の安慶緒の廃嫡を公然と口にするようになると、安慶緒及び側近らの反発を買い、安禄山は757年正月に安慶緒によって暗殺された。父を殺した安慶緒がその跡を継いで皇帝となるが、安禄山の盟友であった史思明はこれに反発し、范陽に帰って自立してしまう。
なお、同年春には燕軍に捕らわれ長安に軟禁されていた杜甫が『春望』を詠んでいる。

### 唐・ウイグル連合軍による奪回戦
粛宗は757年2月には鳳翔にまで南進する。
757年9月、葛勒可汗は葉護太子と将軍の帝徳ら3000〜4000騎を唐援軍として出兵する。粛宗は喜び、元帥の広平王李俶（後の代宗）に命じて葉護太子と兄弟の契りを交わした。
唐・ウイグル帝国連合軍は15万の軍勢となり、広平王を総帥とし僕固懐恩、郭子儀らを司令官として大挙して長安に迫った。
757年10月、広平王及び副元帥の郭子儀は唐・ウイグル連合軍を率いて燕軍と陝州の西で戦った。この戦いでは、郭子儀軍は最初は曲沃に駐屯した。葉護太子は車鼻施吐撥裴羅将軍らを率いて南山に沿って東へ進み、谷の中で賊軍の伏兵と遭遇したが、全滅させた。
郭子儀は新店で賊軍に遭遇して戦ったが、賊軍の勢いが強く、郭子儀の軍隊は数里退却したが、ウイグル軍が背後より襲撃して安軍は敗走した。郭子儀と葉護太子の軍は賊軍を20里あまり追撃した。賊軍の死者は数えきれぬほどで、郭子儀と葉護太子の軍は敵の首を十余万も斬り、地上に倒れ伏した屍体は30里も続いたという。燕軍の武将の厳荘が大敗したことを安慶緒に報告すると、安慶緒は東京（洛陽）を後にして敗走し、黄河を渡った。
11月、広平王・僕射郭子儀・葉護太子らが長安に凱旋する。葉護太子は司空忠義王に封じられ、金銀を送られ、さらに唐は毎年、絹2万匹を支給することを約束した。
翌758年5月、ウイグル側が唐に公主降嫁を要求する。粛宗はやむなく、実の王女を「寧国公主」に封じて降嫁させ、葛勒可汗を英武威遠毘伽可汗（えいぶいえんビルグ・カガン）に冊立する。759年4月に葛勒可汗が死去すると、すでに何らかの罪で殺害されていた長男の葉護太子でなく、次男の移地健が第三代カガンとして即位する。これがブグ・カガン（牟羽可汗）である。

### 史思明の暗殺と乱の終結
この状況を見た史思明は唐に降伏するも、粛宗や彼に近い要人らが自分の殺害を計画していることを知ると、再び叛いた。759年3月、史思明は相州で安慶緒を殺害し、魏州で自ら大燕皇帝を名乗り自立する。しかし761年2月、史思明も不和により長男の史朝義に殺害される。
762年4月に玄宗が逝去し、その直後に粛宗も逝去し、代宗が即位する。
762年8月、唐の代宗は安史政権の残党の史朝義を討伐するためにウイグルのブグ・カガンに再度援軍を要請するために使者を派遣していたが、同じ頃、先に史朝義が「粛宗崩御に乗じて唐へ侵攻すべし」とブグ・カガンを誘い、ブグ・カガンはウイグル軍10万を率いてゴビ砂漠の南下を始めていた。
唐の使節劉清潭はそれに遭遇したので、唐への侵攻を踏みとどまるようブグ・カガンを説得したが聞き入れられず、ウイグル軍は南下を進めた。
劉清潭からの密使による報告で唐朝廷内は震撼した。僕固懐恩の娘のカトゥン（可敦）がブグ・カガンの皇后であったことから、僕固懐恩が娘婿であるブグ・カガンを説得したとされる。説得に応じたウイグル軍は、あらためて唐側に付いて史朝義討伐に参加した。
762年10月、唐・ウイグル連合軍は、洛陽の奪回に成功。史朝義は敗走し、莫県に逃れんとしていたが、763年正月、追撃され、自殺する。こうして8年に及ぶ安史の乱は終結した。
なお、同763年10月、吐蕃のティソン・デツェン王が唐の混乱に乗じて侵攻し、長安を一時占領している。

## その後
この10年近く続いた反乱により、唐王朝の国威は大きく傷ついた。また、唐王朝は反乱軍を内部分裂させるために反乱軍の有力な将軍に対して節度使職を濫発した。これが、地方に有力な小軍事政権（藩鎮）を割拠させる原因となった（河朔三鎮）。以降の唐の政治は地方に割拠した節度使との間で妥協と対立とを繰り返しながら徐々に衰退していった。
唐が弱体化していくとともに、ウイグル帝国とチベット（吐蕃）・契丹が台頭する。

### 河朔三鎮
河朔三鎮は、河北に設置された3つの藩鎮、即ち、幽州節度使と成徳軍節度使・魏博節度使のことであり、安禄山及び史思明の部下であった軍人が節度使を務めた。これらの藩鎮は、管轄地域の戸籍を唐王朝に報告せず、徴収した税を自分のものにし、配下の役人や軍人の人事も勝手に行った。
この地域の歴代の節度使は、ソグド系突厥や契丹・奚の末裔であった。彼らは、藩鎮における統治や、唐王朝との折衝を行うために、科挙には及第したが任用試験を通らなかった者を登用した。
幽州節度使は、後に契丹が建国した遼へと継承され、成徳軍節度使と魏博節度使は、五代十国時代の国家のうち、突厥の沙陀族が支配者となった後唐・後晋・後漢・北漢の母体となった。

### 僕固懐恩の乱
764年、娘がブグ・カガンの后になっていたことや出身がウイグルと同じ九姓鉄勒の僕固部であったことから宦官などから謀反の疑いをかけられた僕固懐恩が吐蕃の衆数万人を招き寄せて奉天県に至ったが、朔方節度使の郭子儀によって防がれた。
翌765年秋、僕固懐恩はウイグル・吐蕃・吐谷渾・党項・奴剌の衆20数万を招き寄せて、奉天・醴泉・鳳翔・同州に侵攻した。しかし僕固懐恩が死んだため、吐蕃の馬重英らは10月の初めに撤退し、ウイグル首領の羅達干（ラ・タルカン）らも2千余騎を率いて涇陽の郭子儀のもとへ請降しに来た。
これ以降、ウイグルと唐の和平が保たれたが、唐国内で安史の乱鎮圧の功を鼻にかけた回紇人の暴行事件が相次ぎ、大暦年間（766年 - 779年）において社会問題となった。

### ウイグルによる唐征討計画
778年、ウイグルのブグ・カガン（牟羽可汗）自身も唐に侵攻する。翌779年、代宗が崩御して徳宗が即位すると、ソグド人官僚の進言でブグは唐に侵攻しようとするが、宰相のトン・バガ・タルカン（頓莫賀達干）がブグ・カガンとソグド人官僚を殺害し、アルプ・クトゥルグ・ビルゲ・カガン（合骨咄禄毘伽可汗）として即位した。アルプ・クトゥルグ・ビルゲは対唐関係を修復した。またアルプ・クトゥルグ・ビルゲは先代のブグ・カガンが信仰していたマニ教を弾圧し、ソグド人にも圧力をかけ、また国号を回紇から回鶻に変える。

### チベット軍の動向
また、同779年には吐蕃・南詔連合軍は20万の大軍をもって成都占領を目指したが、国力を回復していた唐軍に撃退された。しかし786年には敦煌を占領し、河西回廊を掌握。以後、タリム盆地南縁部へ進出する。

### 北庭争奪戦
789年にはチベット軍は、それまでウイグルに服属していた白服突厥やカルルクと連合し、北庭大都護府のあったビシュバリク（北庭）を襲撃し、現地のウイグル・唐軍に勝利する。ウイグル軍はモンゴリア地方まで撤退し、ウイグル側にいた沙陀部もチベットに降る。この北庭争奪戦は792年まで続くが、最終的にウイグルが勝利し、トルファン盆地を含む東部天山地方全域がウイグル帝国の領域となり、タリム盆地北辺がウイグル領、タリム盆地南辺がチベット領となった。
東方で奚・契丹の反乱が起きていたため、忠貞可汗（在位：789年 - 790年）は頡于迦斯（イル・オゲシ）を派遣するが回鶻軍は勝てず、北庭大都護府が陥落し、北庭大都護の楊襲古は兵と共に西州に奔走した。その後、頡于迦斯は楊襲古と連合して北庭を取り返すべく5・6万の兵で攻めたが、大敗する。一方で葛邏禄（カルルク）が勝ちに乗じて浮図川を奪ったので、回鶻は大いに恐れ、北西にある部落の羊馬を牙帳の南へ遷してこれを避けた。
791年、ウイグルは北庭を奪還、また唐軍と共に塩州・霊州へ攻撃を掛けて陥落させ吐蕃の首領を捕えた。この後の、タリム盆地～河西地域～隴右～漠南一帯を巡る戦争は50年に渡る。
809年に吐蕃が再度霊州から豊州の一帯を制圧して、回鶻・唐の間の直道（参天可汗道）を遮断。
811年、ウイグル・唐軍による2度目の北庭都護府奪還とジュンガル盆地制圧によりカルルクがウイグルに服属、次第に旗色が悪くなる。840年頃には河西・隴右・西域の全域を奪還され、ウイグルと講和した。
813年、ウイグルが漠南で吐蕃軍を撃ち破ると勝ちに乗じて河西まで追撃したが、816年には吐蕃軍が牙帳から3日の距離まで進軍し周辺も制圧された。821年、連合を図るため唐から公主が降嫁。

### 三国会盟
821年、ウイグル・チベット・唐の間での三国会盟が締結された。この三国会盟については従来、チベットと唐の二国間での長慶会盟であることが通説であったが、近年、森安孝夫が敦煌文書の断片ペリオ3829番に「盟誓得使三国和好」という文言をパリで発見したり、中国の李正宇がサンクトペテルブルクで敦煌文書断片Dx.1462から同様の内容の記録を発見し、三国会盟が締結されていたことが明らかになってきている。当時の唐・チベット・ウイグルの国境は、清水県の秦州や天水と、原州をむすぶ南北の線が、唐とチベットの国境線で、東西に走るゴビ砂漠が、ウイグルとチベットとの国境であった。なお、ゴビ＝アルタイ東南部のセブレイにあるセブレイ碑文が現存しているが、この碑はウイグル側が三国会盟を記念して建立したとされる。
824年に吐蕃と唐が停戦に至って以降は、専ら西部で戦闘が行われ、840年に和睦するまでの間に、漠南を奪還し河西地域を征服した。

## 自立した勢力の一覧
ここでは安史の乱、及びその後の混乱により自立した勢力を記す。
| 勢力名 | 存在年              | 本拠地 | 初代指導者 | 最後の指導者 | 鎮圧・崩壊               |
| ------ | ------------------- | ------ | ---------- | ------------ | ------------------------ |
| 燕     | 756年〜763年、7年間 | 洛陽   | 安禄山     | 史朝義       | 唐・回鶻連合による鎮圧   |
| 秦→漢  | 783年〜784年、1年間 | 長安   | 朱泚       | 朱泚         | 李晟の反撃による長安放棄 |
| 楚     | 784年〜786年、2年間 | 大梁府 | 李希烈     | 李希烈       | 部下の陳仙奇による殺害   |
| 斉     | 880年〜884年、4年間 | 長安   | 黄巣       | 黄皓         | 朱温と李克用による鎮圧   |

## 日本への影響
このような唐の動乱の影響は海外にも及んだ。日本では天平宝字2年（758年）渤海から帰国した小野田守が日本の朝廷に対して、反乱の発生と長安の陥落、渤海が唐から援軍要請を受けた事実を報告し、これを受けた当時の藤原仲麻呂政権は反乱軍が日本などの周辺諸国に派兵する可能性も考慮して大宰府に警戒態勢の強化を命じている。
更に唐の対外影響力の低下を見越して長年対立関係にあった新羅征討の準備を行った（後に仲麻呂が藤原仲麻呂の乱（恵美押勝の乱）で処刑されたために新羅征討は中止された）。

## 死者数
一部の学者は当時の国税調査の記録などから、安史の乱の死者数が唐の人口の3分の2にあたる3600万人に上ると概算している。しかし、戦乱によって国税調査システムが崩壊して正確な人口数が把握できなくなっていたため、記録上は3600万人が減少したからといって、その全員が死亡したとは限らない。スティーブン・ピンカーは著書にて3600万人という死者数を引用し、当時の世界人口の6分の1が失われたと提示したが、議論の余地のある数だとも指摘している。ヨハン・ノルベリは著書にて死者数は8世紀の世界人口の約5％を占める1300万人に及ぶと述べた。